# De fles (Enrico Paoli)
De fles is een lied dat in 1930 op de plaat werd gezet door de Amsterdamse zanger Enrico Paoli, artiestennaam van Henk Paauwe, die ook de tekst schreef. De muziek werd geschreven door Jan de Koning.
Van het nummer verschenen verschillende covers, waaronder van Jan Boezeroen die er in 1970 een hit mee had. Boezeroens versie, met een arrangement en tekstbewerking van Jack de Nijs, werd aan het eind van de jaren negentig gecoverd door het duet tussen Herman Brood en André Hazes. Zij plaatsten het respectievelijk op hun albums 50 the soundtrack (1996) en Gewoon voor jou - Mijn allermooiste liedjes (1998).
Het lied gaat over een zeeman die over zijn leven verhaalt. De fles speelt daarin een grote rol omdat hij nooit liefde kreeg. Hij wenst, mocht hij er ooit aan bezwijken: Laat dan op mijn grafsteen prijken, "hij kon niet meer op zijn benen staan."

## Jan Boezeroen
De single De Fles van Jan Boezeroen werd in 1970 gearrangeerd en geproduceerd door Jack de Nijs. Ook kreeg De Nijs een autorisatie voor songbewerking van dit lied. De single stond maandenlang in de Nederlandse hitlijsten en bereikte de status van goud. Daarnaast verscheen het op zijn album Oei, oei (1972).
| De fles in de Nederlandse Top 40 van 25-7-1970 t/m 7-11-1970 | De fles in de Nederlandse Top 40 van 25-7-1970 t/m 7-11-1970 | De fles in de Nederlandse Top 40 van 25-7-1970 t/m 7-11-1970 | De fles in de Nederlandse Top 40 van 25-7-1970 t/m 7-11-1970 | De fles in de Nederlandse Top 40 van 25-7-1970 t/m 7-11-1970 | De fles in de Nederlandse Top 40 van 25-7-1970 t/m 7-11-1970 | De fles in de Nederlandse Top 40 van 25-7-1970 t/m 7-11-1970 | De fles in de Nederlandse Top 40 van 25-7-1970 t/m 7-11-1970 | De fles in de Nederlandse Top 40 van 25-7-1970 t/m 7-11-1970 | De fles in de Nederlandse Top 40 van 25-7-1970 t/m 7-11-1970 | De fles in de Nederlandse Top 40 van 25-7-1970 t/m 7-11-1970 | De fles in de Nederlandse Top 40 van 25-7-1970 t/m 7-11-1970 | De fles in de Nederlandse Top 40 van 25-7-1970 t/m 7-11-1970 | De fles in de Nederlandse Top 40 van 25-7-1970 t/m 7-11-1970 | De fles in de Nederlandse Top 40 van 25-7-1970 t/m 7-11-1970 | De fles in de Nederlandse Top 40 van 25-7-1970 t/m 7-11-1970 | De fles in de Nederlandse Top 40 van 25-7-1970 t/m 7-11-1970 | De fles in de Nederlandse Top 40 van 25-7-1970 t/m 7-11-1970 |
| Week                                                         | 1                                                            | 2                                                            | 3                                                            | 4                                                            | 5                                                            | 6                                                            | 7                                                            | 8                                                            | 9                                                            | 10                                                           | 11                                                           | 12                                                           | 13                                                           | 14                                                           | 15                                                           | 16                                                           |                                                              |
| ------------------------------------------------------------ | ------------------------------------------------------------ | ------------------------------------------------------------ | ------------------------------------------------------------ | ------------------------------------------------------------ | ------------------------------------------------------------ | ------------------------------------------------------------ | ------------------------------------------------------------ | ------------------------------------------------------------ | ------------------------------------------------------------ | ------------------------------------------------------------ | ------------------------------------------------------------ | ------------------------------------------------------------ | ------------------------------------------------------------ | ------------------------------------------------------------ | ------------------------------------------------------------ | ------------------------------------------------------------ | ------------------------------------------------------------ |
| Positie                                                      | 32                                                           | 15                                                           | 11                                                           | 9                                                            | 8                                                            | 8                                                            | 11                                                           | 16                                                           | 19                                                           | 23                                                           | 24                                                           | 33                                                           | 31                                                           | 34                                                           | 38                                                           | 32                                                           | uit                                                          |

| De fles in de Hilversum 3 Top 30 van 18-8-1970 t/m 19-9-1970 | De fles in de Hilversum 3 Top 30 van 18-8-1970 t/m 19-9-1970 | De fles in de Hilversum 3 Top 30 van 18-8-1970 t/m 19-9-1970 | De fles in de Hilversum 3 Top 30 van 18-8-1970 t/m 19-9-1970 | De fles in de Hilversum 3 Top 30 van 18-8-1970 t/m 19-9-1970 | De fles in de Hilversum 3 Top 30 van 18-8-1970 t/m 19-9-1970 | De fles in de Hilversum 3 Top 30 van 18-8-1970 t/m 19-9-1970 | De fles in de Hilversum 3 Top 30 van 18-8-1970 t/m 19-9-1970 | De fles in de Hilversum 3 Top 30 van 18-8-1970 t/m 19-9-1970 | De fles in de Hilversum 3 Top 30 van 18-8-1970 t/m 19-9-1970 |
| Week                                                         | 1                                                            | 2                                                            | 3                                                            | 4                                                            | 5                                                            | 6                                                            | 7                                                            | 8                                                            |                                                              |
| ------------------------------------------------------------ | ------------------------------------------------------------ | ------------------------------------------------------------ | ------------------------------------------------------------ | ------------------------------------------------------------ | ------------------------------------------------------------ | ------------------------------------------------------------ | ------------------------------------------------------------ | ------------------------------------------------------------ | ------------------------------------------------------------ |
| Positie                                                      | 27                                                           | 14                                                           | 11                                                           | 12                                                           | 13                                                           | 15                                                           | 22                                                           | 26                                                           | uit                                                          |